# Sejm piotrkowski 1468

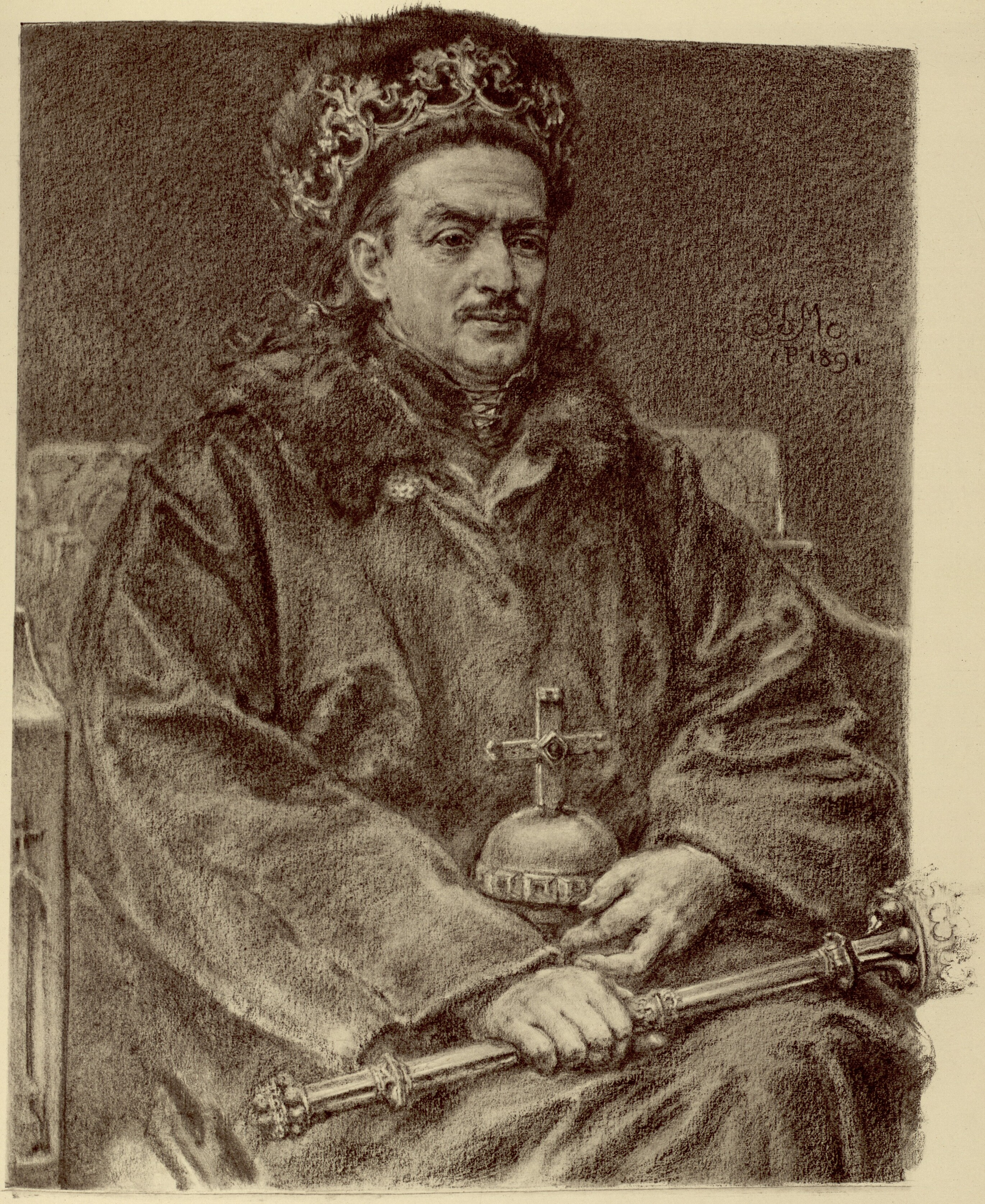
Kazimierz IV Jagiellończyk

Sejm piotrkowski 1468 – sejm walny Korony Królestwa Polskiego zwołany przez Kazimierza IV Jagiellończyka do Piotrkowa Trybunalskiego na 9 października 1468 r., przede wszystkim w celu uchwalenia sposobu wypłacenia żołdu dla wojsk biorących udział w zakończonej wojnie trzynastoletniej z Zakonem Krzyżackim.
Sejm poprzedziły spotkania króla z sejmikami prowincjonalnymi – małopolskim w Wiślicy w dniach 25 do 30 czerwca 1468 r. i wielkopolskim w Kole 13 lipca 1468 r. Obrady nie przyniosły rozstrzygnięcia w głównej sprawie – została ona przekazana z powrotem do sejmików prowincjonalnych. Po raz pierwszy posłowie wybrani zostali w ramach sejmików ziemskich.
Uważany za pierwszy polski sejm walny dwuizbowy.

## Geneza zwołania

### Przyczyny polityczne
W 1466 r. zakończyła się II pokojem toruńskim wojna trzynastoletnia z zakonem krzyżackim. Mimo wygranej i znacznych nabytków terytorialnych, skarb Korony był wyczerpany opłatami dla armii najemnej. Aby móc wypłacić żołd wynajętym żołnierzom, król musiał nałożyć nadzwyczajny podatek na szlachtę. Jednakże po przegranej pod Chojnicami w 1454 r., podczas wojny, szlachta wymusiła na nim wydanie statutów nieszawskich, potwierdzających i zastępujących wydany wcześniej w tym roku przywilej cerekwicki. Zgodnie z nimi do nakładania nadzwyczajnych podatków wymagana była zgoda sejmików ziemskich. Poszczególne sejmiki próbowały jednak przerzucić ten ciężar na pozostałe. W związku z tym król postanowił zwołać sejm walny z udziałem przedstawicieli wszystkich ziem.

"A tak król położył sejm walny w Piotrkowie, na który chciał, aby tak z Małej jako Wielkiej Polski ze wszystkich województw przyjechali posłowie, któryby mieli moc od drugiej braciej zezwolić na pobór, aby mu się na potem jeden drugim nie wymawiał."

Marcin Bielski, Kronika Polska Marcina Bielskiego. Księga IV. Kazimierz Jagiellończyk, Sanok 1856, wydanie Kazimierza Józefa Turowskiego

### Udział króla w sejmikach ziemskich

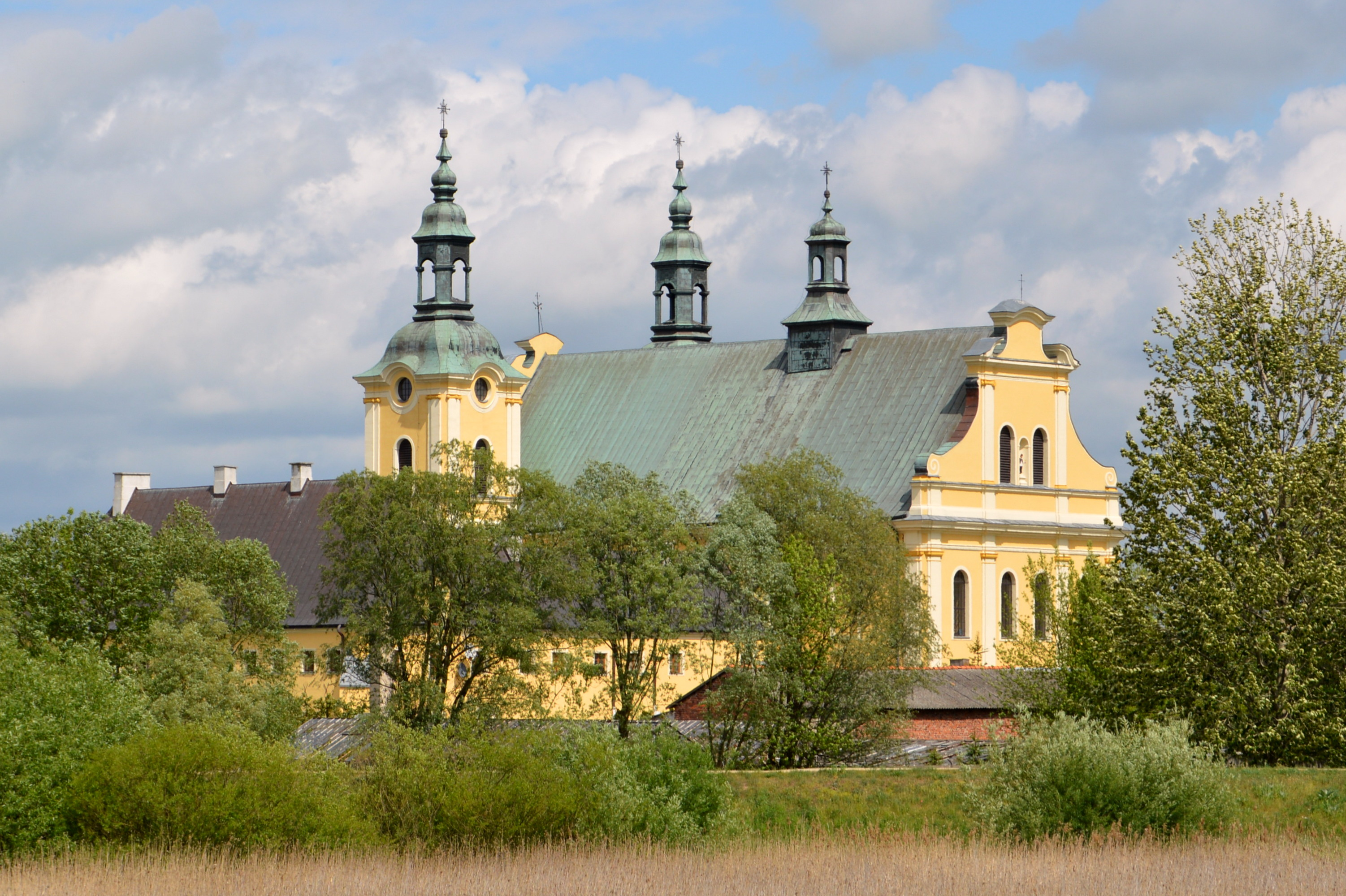
Kompleks bernardyński w Kole – prawdopodobne miejsce obrad sejmiku

25 czerwca 1468 r. król wraz z małżonką wyruszył z Krakowa do Wiślicy, aby wziąć udział w sejmiku małopolskim i prosić zgromadzonych o uchwalenie podatku. Szlachta, choć wyraziła swoją przychylność wobec planów, postanowiła odłożyć ostateczną decyzję na zjazd walny w Piotrkowie, argumentując to niechęcią do podejmowania ważnych decyzji bez udziału szlachty wielkopolskiej. W związku z tym zdecydowali o wyborze dwóch przedstawicieli na sejm z każdego powiatu. Polscy historycy spierają się o znaczenie użytego przez Długosza wyrażenia ex omnibus districtibus – zdaniem Adolfa Pawińskiego oznacza ono dwóch posłów dla wszystkich powiatów łącznie, zaś Wacław Uruszczak argumentuje, iż chodzi o dwóch posłów z każdego powiatu z osobna.
1 lipca Kazimierz Jagiellończyk wyjechał z Wiślicy, by 13 lipca odbyć w Kole zjazd z rycerstwem – sejmik wielkopolski. Tamtejsza szlachta podjęła jednak decyzję analogiczną do małopolskiej. Tym samym całość decyzji została przeniesiona na sejm walny.

## Przebieg

### Sposób obrad
Uczestnicy obrad zebrali się w Piotrkowie 9 października 1468 roku. Na stany sejmujące składali się posłowie sejmików ziemskich, rada królewska oraz sam król. Posłowie obradowali jako jedna izba – poselska, zaś rada królewska jako druga izba – senat. Król zatwierdzał prawa uchwalone przez obie izby, zaś żadne prawo nie mogło być uchwalone bez zgody izby poselskiej. Posłom ziemskim zostały wypłacone diety.

### Uchwały sejmu
Sejm podjął decyzje w bieżących sprawach państwa – z nich najważniejsze były fałszywe monety, taksy wojewodzińskie, kompetencje sądowe starostów. Szczególnie istotny był nakaz posługiwania się w sądach prawem pisanym, wydany z troski o jego jednolitość. Najważniejsza kwestia, ze względu na którą zwołany został sejm, pozostała jednak nierozstrzygnięta – posłowie ziemscy nie otrzymali od reprezentowanych powiatów mandatu do uchwalenia jakichkolwiek podatków, w związku z czym kwestia wypłacenia żołdu została odesłana z powrotem do sejmików ziemskich. W tej sytuacji wyznaczono dwa kolejne zjazdy – sejmiki wojewódzkie. Wielkopolski miał się odbyć 6 grudnia w Kole, zaś małopolski – 13 grudnia w Nowym Mieście Korczynie.

## Następstwa

### Uchwały sejmików wojewódzkich
Sejmiki w Kole i Nowym Mieście Korczynie odbyły się zgodnie z planem. Na sejmik małopolski przybyli posłowie wielkopolscy, aby ustalić wspólną wersję uchwały. Podjęto tam wspólnie decyzję o ustanowieniu podatku wiardunkowego z dóbr szlacheckich, który miał po równo obciążać dziedzica i kmiecia.

### Rozwój polskiego parlamentaryzmu
Na sejm w Piotrkowie po raz pierwszy udali się posłowie wybrani w sposób uregulowany przez sejmiki ziemskie. Obradowali oni również jako osobna izba. Obie te zasady – obieralności posłów na sejmikach i odrębności izb – stały się od tego czasu powszechną praktyką. W regułę przerodził się zwyczaj, że żaden sejm nie może odbyć się bez udziału posłów ani żadne prawo ustanowione bez ich zgody.

## Odbiór współczesny

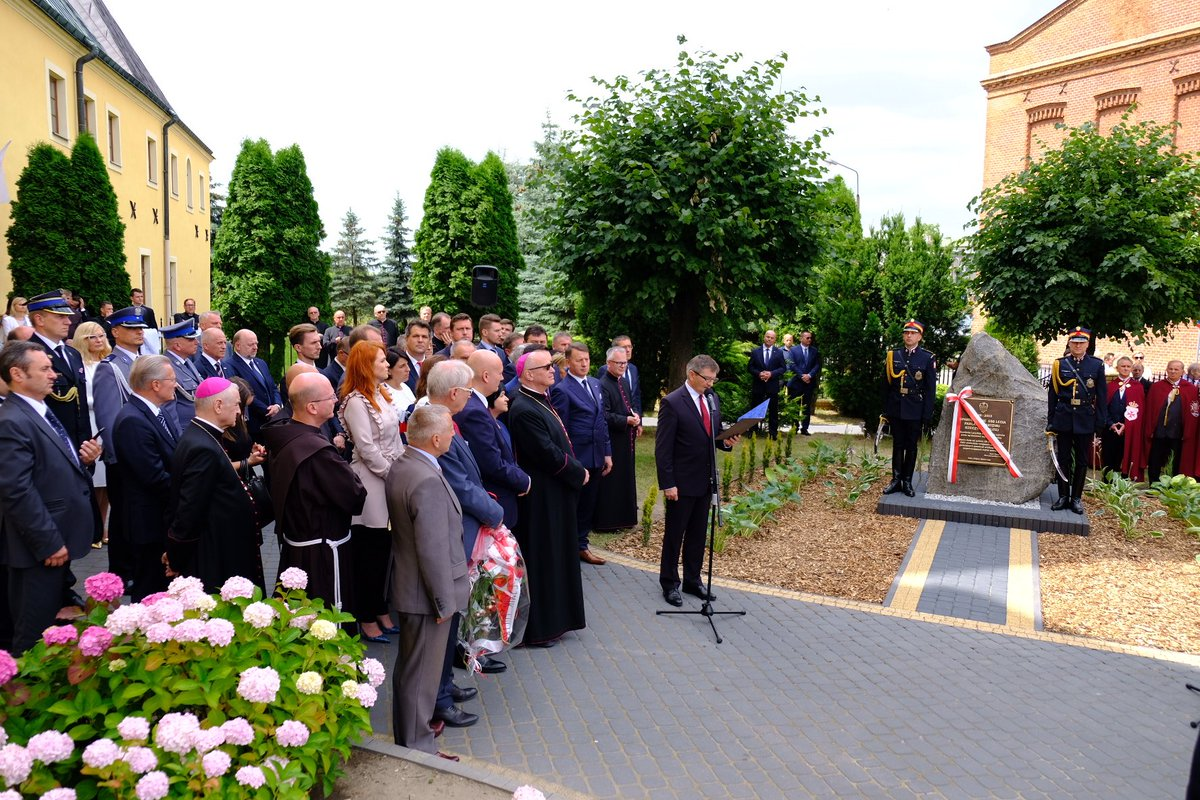
Odsłonięcie tablicy pamiątkowej w Kole, 8 lipca 2018

### Obchody 550-lecia polskiego parlamentaryzmu
W 2018 r. przypadła 550. rocznica obrad sejmików ziemskich i sejmu walnego w Piotrkowie. Z tej okazji w Warszawie na Zamku Królewskim 13 lipca odbyło się Zgromadzenie Narodowe, na którym orędzie wygłosił Prezydent RP Andrzej Duda.
8 lipca Marszałek Sejmu Marek Kuchciński wziął udział w obchodach 550 rocznicy sejmiku w Kole, gdzie uczestniczył w odsłonięciu tablicy pamiątkowej.

### Kontrowersje wokół pierwszeństwa sejmów
Początkowo historycy uważali sejm piotrkowski z 1468 r. za pierwszy sejm walny dwuizbowy, stanowiący wzór dla późniejszych sejmów. Z czasem jednak zaczął przeważać pogląd Adolfa Pawińskiego, który określił tym mianem sejm piotrkowski z 1493 r. Na jego badaniach opierał się między innymi Juliusz Bardach. Zakwestionował je dopiero Wacław Uruszczak, który na nowo zinterpretował relacje Jana Długosza. Powrócił do teorii pierwszeństwa sejmu z 1468 r., wiążąc dwuizbowość z obieralnością posłów na sejmikach ziemskich.